# Melanohalea lobulata
Melanohalea lobulata  (лат.) — вид листоватых лишайников семейства Пармелиевые. Найденный на Тибетском нагорье он был официально описан в 2009 году как новый вид Фан-Ге Мэном и Хай-Ин Вангом. Типовой образец был собран в уезде Литанг (провинция Сычуань)  на высоте 4710 м над уровнем моря. Здесь его нашли растущим на ветках дерева. Таллом имеет размер 2—13 см в диаметре  и тёмно-коричневую верхнюю поверхность. Вид M. lobulata отличается от других видов рода Меланохалеа наличием удлинённо-эллипсоидных лобул, развивающихся из папилл.